# Ung kvinna gör toalett
Ung kvinna gör toalett eller Venus toalett är en oljemålning av den italienske renässanskonstnären Giovanni Bellini. Den målades omkring 1515 och är utställd på Kunsthistorisches Museum i Wien. 
Bellinis oeuvre domineras av religiösa motiv, framförallt madonnabilder. Under de sista åren av sitt långa liv utförde han ett fåtal målningar med profana eller mytologiska teman, till exempel Gudarnas fest. I Ung kvinna gör toalett avbildas en naken kvinna som utstrålar både hednisk sinnlighet och meditativ rofylldhet. Bakom henne breder ett venetianskt landskap ut sig, vilket ger djup i tavlan. Samma metod med djupverkan tillämpade Tizian något år tidigare när han porträtterade sin mentor Bellini. 
Ung kvinna gör toalett förvärvades av James Hamilton, 1:e hertig av Hamilton 1638 och blev kvar hos hans familj till 1659 då den inköptes av Leopold Vilhelm av Österrike.